# Пёстрые тиранны
Пёстрые тиранны (лат. Myiodynastes) — род воробьиных птиц из семейства Тиранновые.

## Список видов
- Пёстрый тиранн Бэрда Myiodynastes bairdii (Gambel, 1847)
- Золотоголовый пёстрый тиранн Myiodynastes chrysocephalus (Tschudi, 1844)
- Золотобрюхий пёстрый тиранн Myiodynastes hemichrysus (Cabanis, 1861)
- Желтобрюхий пёстрый тиранн Myiodynastes luteiventris P.L.Sclater, 1859
- Полосатый пёстрый тиранн Myiodynastes maculatus (Statius Müller, 1776)

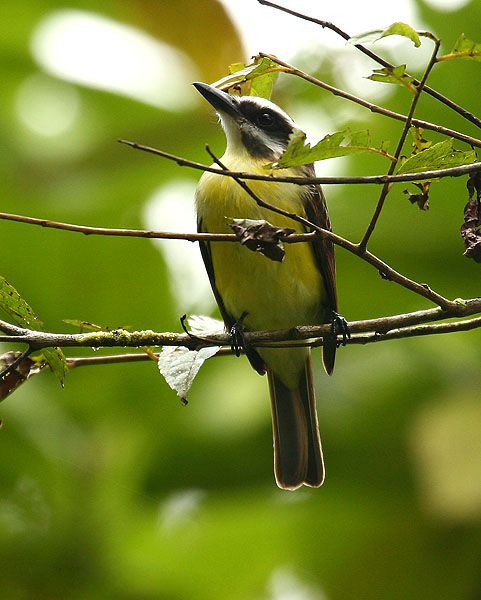
Золотобрюхий пестрый тиранн
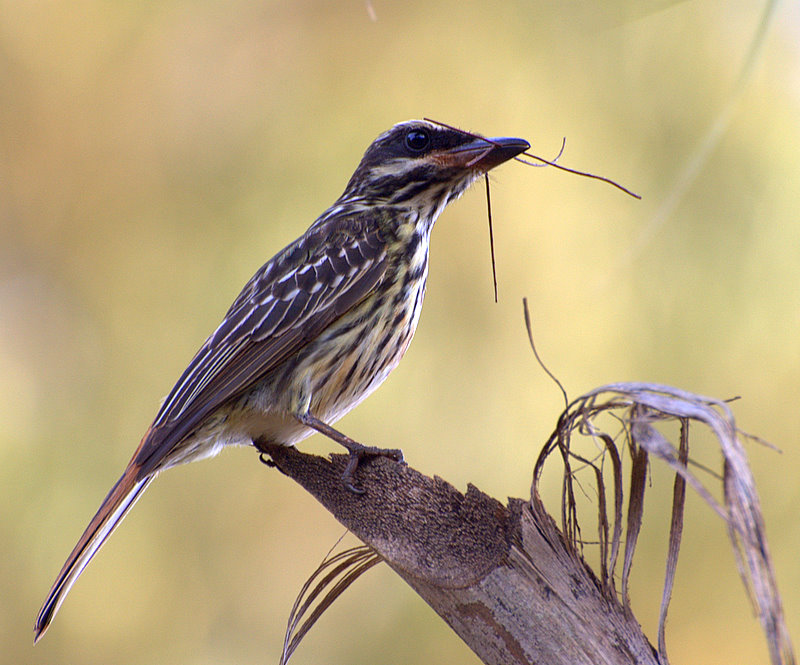
Полосатый пестрый тиранн